# Пещера Кореневского
Пещера им. А. Кореневского (ТМ-62, «Безобразная Эльза», «Спадчына») расположена в Абхазии, в восточной части (Минский трог) горного массива Арабика вблизи города Гагры
.
Пещера пройдена до глубины около 570 метров.

## Сложность прохождения пещеры
Категория сложности 4Б.

## Описание пещеры
Шахта-понор[уточнить], имеет 2 входа (дополнительный вход: ТМ-62-1). Тупиковый заканчивается на глубине более 100 м и состоит из двух колодцев, разделенных наклонным участком. Основной начинается колодцем около 50 метров, после 2-го отвеса имеет сообщение с тупиковой ветвью на глубине около 70 м. Далее следует серия наклонных участков и отвесов, после чего на глубине около 100 м, имеется еще одно разветвление. Основной пройденный маршрут проходит над залом высотой около 60 м, из которого предположительно есть связь с боковым, но на глубине около 150 м этот участок пока не пройден. Серия колодцев глубиной до 92 м и залов, соединенных в том числе меандрирующими ходами на нескольких уровнях, различной протяженности и шириной, пройдена до глубины 570 метров в «Завальном зале». На глубине около 470 м имеется еще одно ответвление, пройденное до глубины около 470 м («Слепой колодец»).

## История исследования
Открыта экспедицией минского спелеоклуба «Геликтит» 9 августа 2003 года (рук. группы М. В. Вальков, рук. экспедиции Игорь Терещенко и Виталий Ракович). За время работы этой экспедиции была достигнута глубина 330 метров, по итогам экспедиций 2004 и 2005 гг. (рук. Виталий Ракович) — 570 метров.
Предварительные варианты названия «ТМ62» и «ТМ62-1» (по двум первоначально пройденным входным колодцам), «Безобразная Эльза», «Спадчына». Решением Совета клуба 23 сентября 2003 года пещера была названа в честь Александра Кореневского, погибшего в феврале 1982 года в пещере Осенняя при проведении спасательных работ.